# William Griffith (Botaniker)

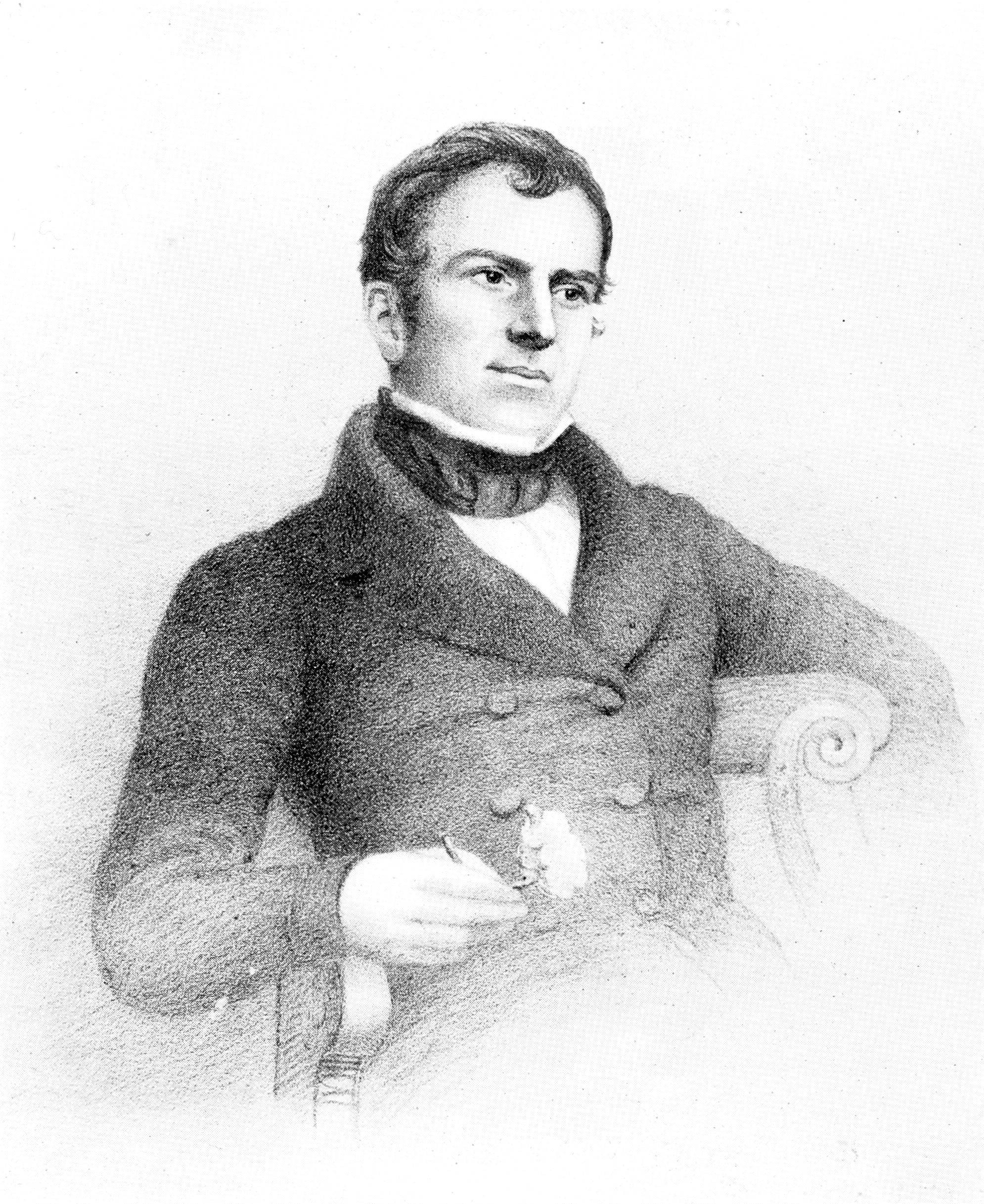
William Griffith

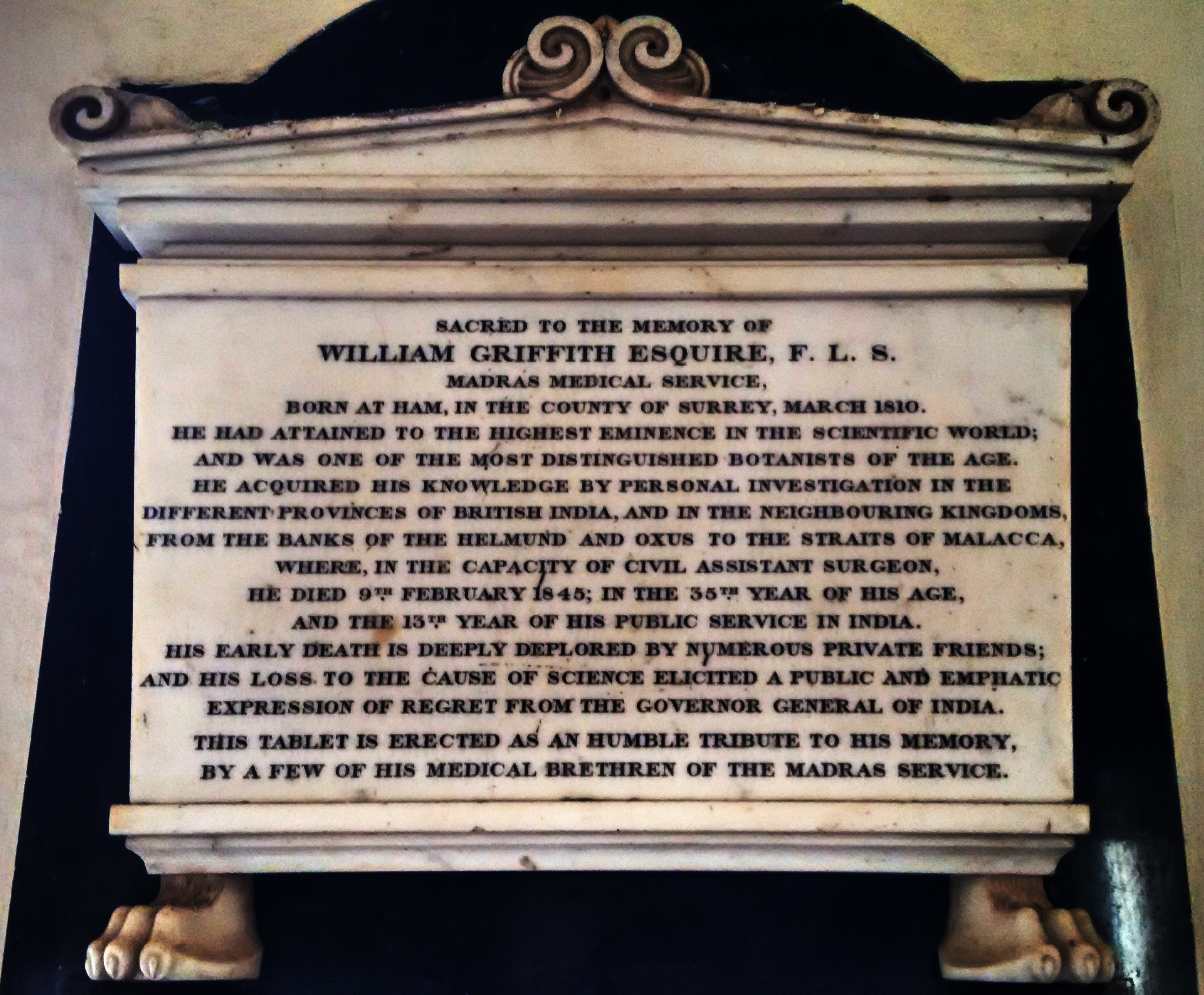
Erinnerungstafel in Madras

William Griffith (* März 1810 in Ham (London) in Surrey; † 10. Februar 1845) war ein britischer Botaniker, der sich besonders mit den Pflanzen Indiens und Burmas befasste. Sein offizielles botanisches Autorenkürzel lautet „Griff.“

## Leben und Wirken
Griffith war der jüngste Sohn von Thomas Griffith, einem Londoner Händler. Er absolvierte eine medizinische Ausbildung und machte eine Ausbildung bei einem Chirurgen im Londoner West End. 1829 besuchte Griffith an der University of London die Vorlesungen von John Lindley. Während dieser Zeit lernte er Nathaniel Wallich kennen. Er studierte Anatomie bei Charles Mirbel in Paris. Er kam in Kontakt mit William Anderson (1766–1846) vom Chelsea Physic Garden und Franz Bauer vom Royal Botanic Gardens in Kew.
Ab 1832 war er als Chirurg (Assistant Surgeon) bei der Britische Ostindien-Kompanie in Madras. 1835 begleitete er Wallich und John McClelland (1805–1883) bei der Inspektion von Teeplantagen in Assam, und anschließend erforschte er die Flora des Lohit-Tals und der Mishmi-Berge im Auftrag der Provinzverwaltung von Assam. 1837 erforschte er Burma und war Teil der Mission von Robert Boileau Pemberton (1798–1840) in Bhutan, studierte ab 1839 die Pflanzen im Indus-Tal und Afghanistan. Während der Abwesenheit von Wallich in Südafrika leitete er den Botanischen Garten in Kalkutta und war 1842 bis 1844 Professor für Botanik am Medical College. Auf einer Dienstreise zur Straße von Malakka starb er bald darauf an einer Lebererkrankung.
Griffith war Herausgeber des Calcutta journal of natural history and miscellany of the arts and sciences in India. 1844 veröffentlichte er darin den vierten Band zu William Roxburghs Flora Indica mit den Kryptogamen.

## Ehrungen
Griffith war Fellow der Linnean Society of London. Außerdem war er Mitglied wissenschaftlicher Akademien in Bonn, Turin und der Botanischen Gesellschaft in Regensburg. 1838 wurde er Mitglied der Leopoldina.
Nach Griffith benannt sind die Gattungen Griffithia Wight & Arn. aus der Familie der Rötegewächse (Rubiaceae), Griffithella (Tul.) Warm. aus der Familie der Podostemaceae und Griffithianthus Merr. aus der Familie der Annonengewächse (Annonaceae). Ihm zu Ehren benannt wurden unter anderem die Arten Hoya griffithii und Cephalotaxus griffithii.
Eine Erinnerungstafel in der St. George Kathedrale in Madras erinnert an ihn.

## Schriften (Auswahl)
Bücher
- John McClelland (Hrsg.): Posthumous papers […] Notulae ad Plantas Asiaticas […] by the late William Griffith […]. 3 Bände, Bishop’s College Press, Kalkutta 1847–1854 (Digitalisate) darin:
  - Journals of travels in Assam, Burma, Bootan, Affghanistan and the neighbouring countries. Kalkutta 1847 (Digitalisat).
  - Itinerary notes of plants collected in the Khasyah and Bootan mountains, 1837–38, in Affghanistan and neighbouring countries. 1839 to 1841. Kalkutta 1848 (Digitalisat).
  - Icones plantarum asiaticarum. 4 Bände, Kalkutta 1847–1854 (Digitalisat) darin:
    - Band 1: Kalkutta 1847 (Digitalisat).
    - Band 2: Kalkutta 1849 (Digitalisat).
    - Band 3: Kalkutta 1851 (Digitalisat).
    - Band 4: Kalkutta 1854 (Digitalisat).
- Palms of British East India. Kalkutta 1850 (Digitalisat).
- Some account of the botanical collection brought from the eastward by Dr. Cantor. Asiatic Society of Bengal, Calcutta [1844–1845] – Preprint.

Zeitschriftenbeiträge
- Description of two genera of the family of Hamamelideae, two of Podostemon and one species of Kaulfussia. In: Asiatic researches, or, Transactions of the Society instituted in Bengal for inquiring into the history and antiquities, the arts, sciences and literature of Asia. Band 19, 1836, S. 94–115 (Digitalisat).
- Description of some grasses which form part of the vegetation in the Jheels of the district of Sylhet. In: The journal of the Asiatic Society of Bengal. Band 5, 1836, S. 570–575 (Digitalisat, Digitalisat).
- Some remarks on the developement of pollen. In: The journal of the Asiatic Society of Bengal. Band 5, 1836, S. 732–738 (Digitalisat).
- Remarks on a collection of plants made at Sadiya, Upper Assam, from April to September 1836. In: The journal of the Asiatic Society of Bengal. Band 5, 1836, S. 806–812 (Digitalisat).
- On the family of Rhizophoreae. In: Transactions of the medical and physical Society of Calcutta. Band 8, Teil 1, 1836, S. 1–12 (Digitalisat).
- On a new genus of Scrophularinae. In: The Madras journal of literature and science. Band 4, 1836, S. 373–377 (Digitalisat).
- Description of two genera of the family Hamamelideae, two species of Podostemon and one species of Kaulfussia. In: Asiatic researches. Band 19, 1836, S. 94–115 (Digitalisat, Digitalisat).
- Report on the Caoutchouc tree of Assam made at the request of Captain Jenkins, agent to the Governor General. In: The journal of the Asiatic Society of Bengal. Band 7, 1838 S. 132–142 (Digitalisat).
- Report on the tea plant of Upper Assam. In: Transactions of the Agricultural and Horticultural Society of India. Band 5, 1838, S. 94–180 (Digitalisat).
- Extracts from a journal of the mission which visited Bootan in 1837–38, under Captain R. Boileau Pemberton. In: Annals of natural history.:
  - Band 4, 1840, S. 424–429 (Digitalisat).
  - Band 5, 1840, S. 119–125 (Digitalisat).
  - Band 5, 1840, S. 205–211 (Digitalisat).
  - Band 5, 1840, S. 405–409 (Digitalisat).
- Extracts from a report on subjects connected with Afghanistan. In: The Annals and magazine of natural history. Band 10, 1842, S. 190–196 (Digitalisat).
- Muscologia Itineris Assamici; or; a Description of Mosses, collected during the Journey of the Assam Deputation, in the years 1835 and 1836. In: Calcutta journal of natural history and miscellany of the arts and sciences in India.:
  - Band 2, Nr. 8, 1842, S. 465–514 (Digitalisat).
  - Band 3, Nr. 9, 1843, S. 56–75 (Digitalisat).
  - Band 3, Nr. 10, 1843, S. 270–282 (Digitalisat).
- Remarks on a few plants from Central India. In: Calcutta journal of natural history and miscellany of the arts and sciences in India. Band 3, 1843, S. 361–367 (Digitalisat).
- [Observations on Mr. V. Eyre’s “Remarks on Shrubs collected in Affghanistan.”.] In: Journal of the Agricultural and Horticultural Society of India. Band 2, 1843, S. 98–99 (Digitalisat).
- On some remarkable plants in the H. C. Botanic Gardens, Calcutta. In: Calcutta journal of natural history and miscellany of the arts and sciences in India. Band 4, 1844, S. 231–256 (Digitalisat).
- On some plants, mostly undescribed, in the H. C. Botanic Gardens, Calcutta. In: Calcutta journal of natural history and miscellany of the arts and sciences in India. Band 4, 1844, S. 375–390 (Digitalisat).
- The cryptogamous plants of Dr. Roxburgh, forming the fourth and last part of the Flora Indica. In: Calcutta journal of natural history and miscellany of the arts and sciences in India. Band 4, 1844, 465–520 (Digitalisat).
- On the Black-Dye Plant of the Shans and on the Gutta Percha, or Gutta Tuban. In: Journal of the Agricultural and Horticultural Society of India. Band 3, 1844, S. 143–149 (Digitalisat).
- On Azolla and Salvinia. In: Calcutta journal of natural history and miscellany of the arts and sciences in India. Band 5, 1845, S. 227–273 (Digitalisat).
- The Palms of British East India. In: Calcutta journal of natural history and miscellany of the arts and sciences in India.:
  - Band 5, Nr. 17, 1845, S. 1–103 (Digitalisat).
  - Band 5, Nr. 19, 1845, S. 311–355 (Digitalisat).
  - Band 5, Nr. 20, 1845, S. 445–491 (Digitalisat).
- On some plants in the H. C. Botanic Gardens. In: Calcutta journal of natural history and miscellany of the arts and sciences in India. Band 5, 1845, S. 355–373 (Digitalisat).
- On the ovulum of Santaluin, Osyris, Loranthus and Viscum. In: Transactions of the Linnean Society of London. Band 19, 1845, S. 171–214 (Digitalisat).
- On the root-parasites referred by authors to Rhizantheae, and on various plants related to them. In: Transactions of the Linnean Society of London. Band 19, 1845, S. 303–348 (Digitalisat).
- Note on the developement of the ovulum of Osyris in correction of the statement made at page 178 of the present volume. In: Transactions of the Linnean Society of London. Band 19, 1845, S. 487–488 (Digitalisat).
- Observations of M. Raspail on the Chara mode of preparation. In: Calcutta journal of natural history and miscellany of the arts and sciences in India. Band 6, 1846, S. 75–76 (Digitalisat).
- Notes on the botanical geography of the Tenasserim Coast. In: Calcutta journal of natural history and miscellany of the arts and sciences in India. Band 8, 1848, S. 72–86 (Digitalisat).
- On the developement of the ovulum in Aviceunia. In: Proceedings of the Linnean Society of London. Band 1, 1849, S. 223–225 (Digitalisat).
  - In: Transactions of the Linnean Society of London. Band 20, 1851, S. 1–8 (Digitalisat).
- On the Ambrosinia ciliata of Roxburgh. In: Proceedings of the Linnean Society of London. Band 1, 1849, S. 263–267 (Digitalisat).
  - In: Transactions of the Linnean Society of London. Band 20, Nr. 2, 1851, S. 263–276 (Digitalisat).
- On the anatomy of Eriocauloneae. In: Proceedings of the Linnean Society of London. Band 1, 1849, S. 271–273 (Digitalisat).
- On the structure of the ascidia and stomata of Dischidia rafflesiana, Wall. In: Proceedings of the Linnean Society of London. Band 1, 1849, S. 279–280 (Digitalisat).
- On the seeds of Careya, Roxb. In: Proceedings of the Linnean Society of London. Band 1, 1849, S. 280–281 (Digitalisat).
- On the impregnation of Dischidia. In: Proceedings of the Linnean Society of London. Band 1, 1849, S. 324–325 (Digitalisat).
- On the Indian species of Balanophora, and on a new genus of the family Balanophoreae. In: Transactions of the Linnean Society of London. Band 20, Nr. 1, 1851, S. 93–108 (Digitalisat).
- Some account of the botanical collection, brought from the eastward, in 1841, by Dr. Cantor. In: The journal of the Asiatic Society of Bengal. Band 23, 1854, S. 623–650 (Digitalisat).
- Remarks on Gnetum. In: Transactions of the Linnean Society of London. Band 22, 1859, S. 299–312 (Digitalisat).

Sonstige
- [Note H.] In: Charles Mirbel: Recherches anatomiques et physiologiques sur le marchantia polymorpha, pour servir à l’histoire du tissu cellulaire, de l’épiderme et des stomates. In: Nouvelles annales du Muséum d’histoire naturelle. Band 1, 1832, S. 121–123 (Digitalisat).
  - [Anmerkung 5.] In: Christian Gottfried Daniel Nees von Esenbeck: Naturgeschichte der europäischen Lebermoose mit besonderer Beziehung auf Schlesien und die Oertlichkeiten des Riesengebirgs. Band 4, Breslau 1838, S. 490–494 (Digitalisat).